# Banafshe Hourmazdi
Banafshe Hourmazdi (* 1990) ist eine deutsch-iranische Filmschauspielerin.

## Leben
Banafshe Hourmazdi wuchs im Ruhrgebiet auf. Sie studierte von 2009 bis 2012 Schauspiel an der Akademie für Darstellende Kunst Baden-Württemberg. Von 2012 bis 2015 besuchte sie den Masterstudiengang Schauspiel an der Zürcher Hochschule der Künste (ZHdK).
In der Schweizer Erstaufführung von Alice nach Tom Waits (Regie: Andreas Herrmann) am Luzerner Theater übernahm sie 2013 die Titelrolle. 2014 spielte sie am Ballhaus Ost in der Stückentwicklung Société des Amis (Regie: Jan Koslowski). Mit dieser Inszenierung gastierte sie 2015 ebenfalls am Körber Studio Junge Regie sowie beim Festival Fast Forward am Staatstheater Braunschweig.
2015 erhielt sie den Newcomerpreis der Stadt Wien für ihre Produktion Meine Nase läuft am Theater Drachengasse Wien.
Im Kinofilm Futur Drei von Faraz Shariat spielt sie die Hauptrolle Banafshe. Im Mai 2023 wurde Hourmazdi Mitglied der European Film Academy.
Banafshe Hourmazdi lebt in Berlin.

## Filmographie (Auswahl)
- 2016: Kommissarin Lucas (Schuldig)
- 2016–2017: Der Wedding kommt (Serie, 6 Folgen)
- 2019: Das Institut – Oase des Scheiterns (Fernsehserie, 1 Folge)
- 2020: Futur Drei
- 2020: Matze, Kebab und Sauerkraut
- 2020: MaPa (Fernsehserie, Folge 1x05)
- 2020: 2 Minuten (Webserie, 6 Episoden)
- 2021: Loving Her (Fernsehserie)
- 2021: Immer der Nase nach
- 2021: Blackout (Fernsehserie)
- 2022: Tatort: Des Teufels langer Atem
- 2022: Muspilli
- 2022: Lehrer kann jeder! (Fernsehfilm)
- 2022: Die Chefin (Fernsehserie, Folge Das 5. Gebot)
- 2023: Die zweite Welle (Fernsehserie)
- 2024: Familie is nich
- 2025: SOKO Stuttgart: Bis der Punk uns scheidet (Fernsehserie)
- 2025: Kein Tier. So Wild.
- 2025: Dünentod – Tödliche Geheimnisse
- 2025: Klandestin

## Auszeichnungen
- 2015: Jurypreis der Stadt Wien für das Newcomerfestival am Theater Drachengasse Wien für Meine Nase läuft

- 2019: First Steps Award 2019 – Auszeichnung Götz-George-Nachwuchspreis als Teil des Besten Ensembles (zusammen mit Benjamin Radjaipour und Eidin Jalali in Futur Drei)[6]